# Dermatopatia reticolare pigmentosa
La dermatopatia reticolare pigmentosa è una displasia ectodermica monogenica a trasmissione autosomica dominante.

## Epidemiologia
Si tratta di una sindrome estremamente rara. Non vi è differenza di incidenza tra i sessi.

## Eziopatogenesi
La sindrome è causata da mutazioni nella sequenza iniziale del gene KRT14, codificante la cheratina 14. Queste mutazioni determinano aploinsufficienza ed aumentata sensibilità all'apoptosi da TNF-α da parte delle cellule che esprimono tale cheratina.

## Clinica
È caratterizzata da iperpigmentazione reticolare che coinvolge principalmente viso e tronco, assenza di dermatoglifi, alopecia non-cicatriziale, onicodistrofia, ipercheratosi palmo-plantare con sviluppo di bolle plantari durante la prima infanzia, ipofunzione delle ghiandole sudoripare con intolleranza al caldo, anomalie dello sviluppo dentario.

## Diagnosi
La diagnosi è clinica.

## Trattamento
Non è disponibile alcun trattamento specifico per questa sindrome.